# Éparchie de Valjevo
L'éparchie de Valjevo (en serbe cyrillique : Епархија ваљевска ; en serbe latin : Eparhija valjevska) est une circonscription de l'Église orthodoxe serbe. Elle a son siège à Valjevo et, en 2016, elle a à sa tête l'évêque Milutin.

## Localisation et extension territoriale

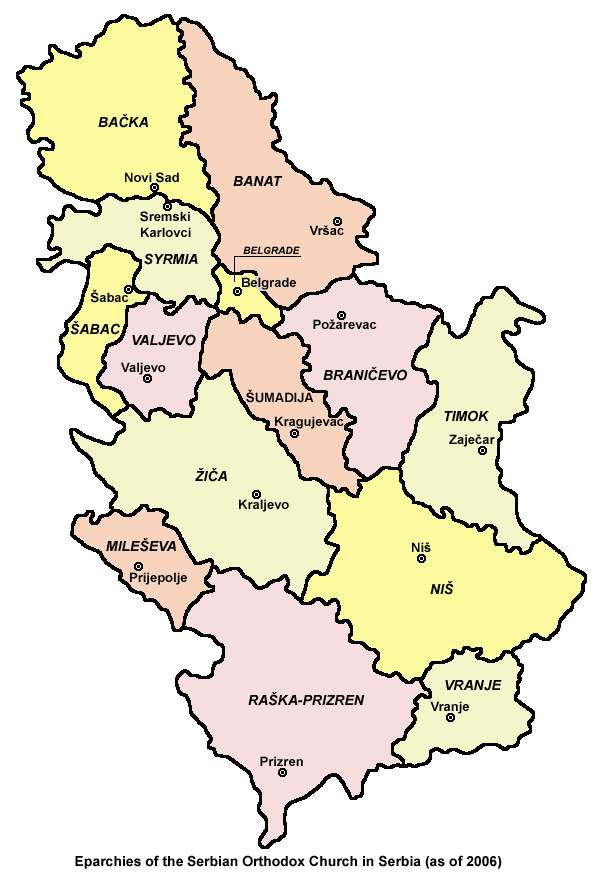
Les éparchies de l'Église orthodoxe serbe en Serbie.

## Monastères
L'éparchie de Šabac abrite les monastères suivants :
| Français                                                                              | Serbe cyrillique  | Datation                                            | Emplacement                | Photo |
| ------------------------------------------------------------------------------------- | ----------------- | --------------------------------------------------- | -------------------------- | ----- |
| Monastère de Pustinja,                                                                | Манастир Пустиња  | XIIIe siècle                                        | Poćuta, près de Valjevo    |       |
| Monastère de Jovanja,                                                                 | Манастир Јовања   | Seconde moitié du XVIe siècle                       | Jovanja, près de Valjevo   |       |
| Monastère de Ćelije,                                                                  | Манастир Ћелије   | Fin du XIIIe siècle ; XVIIIe siècle                 | Lelić, près de Valjevo     |       |
| Monastère de Lelić                                                                    | Манастир Лелић    | 1997                                                | Lelić, près de Valjevo     |       |
| Monastère de Dokmir, Église de la Présentation-de-la-Mère-de-Dieu-au-Temple de Dokmir | Манастир Докмир   | Seconde moitié du XIVe siècle                       | Dokmir, près de Ub         |       |
| Monastère de Bogovađa,                                                                | Манастир Боговађа | XVe siècle et reconstructions ultérieures           | Bogovađa, près de Lajkovac |       |
| Monastère de Grabovac,                                                                | Манастир Грабовац | Début du XIVe siècle et reconstructions ultérieures | Grabovac                   |       |